# Mémorial Pascual Momparler
Le Mémorial Pascual Momparler est une course cycliste espagnole disputée autour de Villanueva de Castellón, dans la Communauté valencienne. Créée en 2013, elle fait partie du calendrier de la Coupe d'Espagne amateurs.
Initialement reportée au 8 septembre, l'édition 2020 est finalement annulée en raison du contexte sanitaire lié à la pandémie de Covid-19.

## Palmarès
| Année | Vainqueur            | Deuxième               | Troisième          |
| ----- | -------------------- | ---------------------- | ------------------ |
| 2013  | Marcos Jurado        | Gustavo López          | Sebastián Mora     |
| 2014  | Vadim Zhuravlev      | Miguel Ángel Benito    | Vasily Neustroev   |
| 2015  | Xabier San Sebastián | Egoitz Fernández       | Antonio Angulo     |
| 2016  | Antonio Angulo       | Miguel Ángel Fernández | Cristian Torres    |
| 2017  | Francisco García Rus | Elías Tello            | Jaume Bonnin       |
| 2018  | David González       | José Antonio García    | Elías Tello        |
| 2019  | Roger Adrià          | Joel Nicolau           | Alejandro Ropero   |
| 2020  | annulé               |                        |                    |
| 2021  | Pau Miquel           | Iván Cobo              | Marc Brustenga     |
| 2022  | pas de course        | pas de course          | pas de course      |
| 2023  | Ilia Schegolkov      | Thomas Silva           | Francesc Bennassar |
| 2024  | Sergio Geerlings     | Alex Díaz              | Pablo Carrascosa   |
| 2025  | Samuel Fernández     | César Pérez            | Fabrizio Crozzolo  |